# Proserpinaca
- Commons
- Wikispecies

Proserpinaca L. é um género botânico pertencente à família Haloragaceae.

## Espécies
- Proserpinaca amblygona
- Proserpinaca amblyogona
- Proserpinaca heterophyla
- Proserpinaca intermedia
- Proserpinaca palustris
- Proserpinaca pectinata
- Proserpinaca platycarpa
- Proserpinaca serrata
- Proserpinaca tuberculata
- Lista completa

## Classificação do gênero
| Sistema | Classificação                    | Referência               |
| ------- | -------------------------------- | ------------------------ |
| Linné   | Classe Triandria, ordem Trigynia | Species plantarum (1753) |